# Text-Book of Biology
Text-Book of Biology (lett. "libro di testo di biologia") è un'opera a carattere scientifico didattico di H. G. Wells, la stesura dell'opera risale all'inverno del 1892, mentre la sua prima pubblicazione avviene a luglio del 1893 come parte della University Correspondence College Tutorial Series, una serie di libri di testo mirata a quella classe di studenti-lavoratori che avevano bisogno di passare gli esami all'Università di Londra.
Sia il testo sia i diagrammi sono ad opera di Wells.
Il testo di Wells risulta essere un vero successo, tanto che viene ristampato per trent'anni.

## Contesto di sviluppo dell'opera
Nel 1891 Wells si recò a Cambridge per vedere William Briggs, stabilito un accordo immediato per la paga di almeno 2 sterline a settimana tenendo le sue lezioni di corrispondenza in biologia, che in quel periodo aveva urgente bisogno di attenzione, convennero che se Wells avesse preso la laurea in ottobre, avrebbe dovuto lasciare la Henley House School per trasferirsi in un appuntamento con Briggs in un Tutorial College che stava sviluppando a Londra, ad un tasso di retribuzione che sarebbe stato determinato dalla classe in onore (Honours Class, sistema anglosassone).
Dal 1891 al 1893 divenne quindi ripetitore di biologia presso la University Correspondence College, non solo Briggs fu in grado di offrire il lavoro aggiuntivo, che Wells voleva preservare fino al conseguimento della laurea (Bachelor of Science), fu inoltre in grado, grazie ai suoi particolari requisiti, di impostare un premio in base agli onori ottenuti in quell'esame. Briggs doveva riconoscere a Wells un minimo di trenta ore alla settimana per tutto l'anno scolastico per i successivi 2 anni. 2 giorni ogni due settimane o 4 giorni in 2 settimane oppure 6 giorni ad un'ora al giorno a seconda degli onori di terza, seconda o di prima classe.
Gli onori erano molto importanti per Briggs dal punto di vista del prospetto. La sua lista di tutor mostrava una facciata quasi ininterrotta dei primi di Cambridge, Oxford e Londra. Onori con classi di merito elevate erano rari degli in biologia in quel periodo, ed era caratteristico di Briggs che avrebbe dovuto ottenerne uno Wells per celebrare se stesso.
Nel semestre estivo del 1891 Wells lascia la Henley House School laureandosi nello stesso anno con lode di prima classe in zoologia e onori di seconda classe in geologia. In questo periodo H. G. ebbe a disposizione un laboratorio didattico situato in Red Lion Square, ben arredato, con un lato tutte le lavagne e grandi lampade da biliardo per l'insegnamento notturno, cominciarono così una serie di sessioni con una media di quasi cinquanta ore alla settimana, su un sistema a cottimo che permetteva di comprimere un numero di ore nominali da mezza corona in ore normali permettendo dei guadagni maggiori.

## Storia editoriale
Tra il 1884 e il 1885 Wells ebbe modo di conoscere Thomas Henry Huxley, suo insegnante di biologia, noto con il soprannome di "Mastino di Darwin" per via del suo acceso convincimento per l'evoluzionismo darwiniano. All'epoca la teoria sull'origine delle specie di Charles Darwin non era ancora stata unanimemente accettata dalla scienza e le scoperte scientifiche erano molto frequenti. Wells ebbe modo lavorare con Huxley per un breve periodo di tempo, poiché poco dopo il biologo si ammalò, lasciando spazio al nuovo professore, Howes. A fine anno Wells superò l'esame di zoologia in maniera brillante, distinguendosi assieme a Martin Woodward e A.V. Jennings tra i migliori della classe; con quest'ultimo in particolare strinse una buona amicizia: con Jennings, Wells si sentiva in grado di parlare liberamente, discutendo di politica, scienza e teologia, definendo l'amico una mente più vivace ed equipaggiata della sua, la prima trovata a South Kensington.

### Introduzione
L'introduzione dell'opera è a cura di George Bond Howes, zoologo inglese. È datata 30 novembre 1892, Royal College of Science, South Kensington.
Howes introduce lo scritto di Wells con un aneddoto del 1884, quando venne invitato a dare lezioni di Biologia per corrispondenza, nonostante scettico sull'esito di un possibile insegnamento delle scienze naturali per lettera, sapendo che il modo migliore di istruire i propri allievi, non poteva essere che tramite spiegazioni esaurienti, da un impegno rigoroso e da indicazioni precise per l'osservazione, ciò nonostante l'insegnamento per corrispondenza di Howes supera le sue aspettative, rivelandosi un ottimo strumento per risvegliare le capacità latenti di un richiedente naturalmente qualificato, arrivando così ad assottigliare fino ad eliminare qualsiasi differenza con la preparazione di studenti universitari.
Howes prosegue riconoscendo a Wells i meriti del suo lavoro, definendo l'opera di carattere didattico uno scritto a scopo d'esame, conforme ai requisiti del sistema tipo (type system) dell'insegnamento, mantenendo i precetti della biologia costantemente presenti nella preparazione del suo lavoro, e nella formulazione dei suoi piani per l'estensione futura, migliorando in tal modo il valore del libro stesso.

## Contenuto

### Prefazione
La prefazione è a cura di Wells, presente in due diverse edizioni, la prima novembre 1892 e la seconda nel dicembre 1893.
La prefazione di Wells viene introdotta da un messaggio di solidarietà verso tutti quei lavoratori che in un ipotetico mondo ideale avrebbero un facile accesso al loro insegnamento ,ma che nella realtà sono limitati dalla loro condizione, al contrario di pochi privilegiati.
Wells conosce bene la situazione dello studente-lavoratore, già nell'ottobre del 1879 la madre di Wells, tramite un suo lontano parente, Arthur Williams, iscrisse il figlio presso la National School a Wookey nel Somerset come alunno-insegnante. In questo periodo Wells prestò insegnamento agli allievi più giovani, anche se l'esperienza durò per soli due mesi. Infatti nel dicembre dello stesso anno Williams viene licenziato dalla scuola per irregolarità nelle sue qualifiche, mentre Wells fu rimandato a Uppark, e ancora nel 1883 quando Wells convinse i genitori a liberarlo dal dovere dell'apprendistato, cogliendo l'offerta della Midhurst Grammar School di svolgere il ruolo di allievo-insegnante, viste le profonde conoscenze che il giovane aveva mostrato nella lingua latina e nelle scienze durante suo precedente soggiorno ed ancora nel 1884 quando gli venne assegnata una borsa di studio presso la Scuola normale di scienze in South Kensington, dove, in seguito al superamento a pieni voti dell'esame di zoologia, nel 1885, Wells ottenne la borsa di studio, ritrovando la formula dell'allievo-insegnante. Al termine dell'anno scolastico, il ruolo di allievo-insegnante venne rinnovato a Wells, in seguito alla buona impressione mostrata dal giovane al consiglio docenti, ma Wells non poté esercitare la mansione assegnatagli per carenza di strutture di ricerca disponibili; per il secondo e il terzo anno Wells si ritrovò così a coprire le cariche vacanti all'interno dell'istituto.

### Approfondimenti
1. ↑  Creatore di un sistema di insegnamento per corrispondenza, in gran parte in connessione con l'esame per lauree dell'Università di Londra che ha ottenuto il maggior successo. Nel corso degli anni tra il 1883 e il 1887 quando fu impegnato presso il St. Benedict's College a Fort Augustus in Scozia, fu inauguratore e promotore di questo sistema di insegnamento e nell'ultimo anno si trasferì a Cambridge, dove costituì il suo quartiere generale e iniziò la sua nuova avventura sotto il nome di University Correspondence College.

Fondò successivamente la University Tutorial College, organizzazione di classi per gli istruttori del sistema a Londra. Era stato studente presso il Yorkshire College, Università di Leeds, entrando nel 1888 al Jesus College, ha ottenuto la laurea in matematica nel 1890 e quella in legge nel 1891, e sarà premiato successivamente con la laurea di Dottorato in legge per il suo lavoro sulle leggi sul copyright, lo schema delle lezioni prosperò molto e in connessione con esso iniziò la preparazione e la pubblicazione di molti libri di testo che si svilupparono nella University Correspondence College Tutorial Series. Morì il 19 giugno 1931 [3]
2. ↑  Fondata nel 1887 da William Briggs come supporto per gli studenti dell'Università di Londra [5] oltre a H. G. Wells, annovera tra i suoi membri Ernest Weekley il quale ha iniziato la sua carriera accademica come tutor a Cambridge [6]
Le sue pubblicità sull'Education Times e sul Journal of the College of Preceptors nel 1909 sostenevano che circa 100 studenti all'anno negli ultimi 9 anni avevano superato l'immatricolazione all'università di Londra; preparò anche gli studenti per il College of Preceptors e per l'esame di ammissione alla City and Guilds of London Institute.[7]
Nel 1911 la sede al 32 Red Lion Square, aveva allora grandi laboratori scientifici che venivano utilizzati per insegnare tutto l'anno [8] stava ancora pubblicizzando i suoi corsi in preparazione per l'Università di Londra e altri esami di ammissione professionali nel 1941 [9]
Era ancora pubblicizzata al 103 Great Russell Street nel 1985 [10][11]

### Fonti
1. ↑  (EN) Gene K. Rinkel and Margaret E. Rinkel, Chronology, in The Picshuas of H.G. Wells: A Burlesque Diary, University of Illinois Press, 2006,  p. 220 e p. 264, ISBN 978-0-252-03045-1. URL consultato il 6 gennaio 2015.
2. ↑  (EN) Year 33 – 1893: Text-Book of Biology by H. G. Wells [collegamento interrotto], su libraries.mit.edu. URL consultato il 23 febbraio 2013.
3. ↑  (EN) Obituary Notices: Fellows:- Briggs, William, su adsabs.harvard.edu. URL consultato il 6 maggio 2019.
4. 1 2 3  Experiment in Autobiography, capitolo 6 - The University Correspondence College (1890-1893) p. 276.
5. ↑  (EN) Alan Tait, Reflections on Student Support in Open and Distance Learning n.1 (PDF), vol. 4, International Review of Research in Open and Distance Learning n.1, 1º aprile 2003, ISSN 1492-3831 (WC · ACNP). URL consultato il 12 maggio 2019 (archiviato dall'url originale il 6 maggio 2019).
6. ↑  (EN) Adrian Room, Weekley, Ernest (1865–1954), linguist and writer, su oxforddnb.com, 23 settembre 2004. URL consultato il 6 maggio 2019.
7. ↑  (EN) Educational times and journal of the College of Preceptors, su archive.org. URL consultato il 6 maggio 2019.
8. ↑  (EN) Chemical News, 15 settembre 1911.
9. ↑  (EN) The Times, 13 gennaio 1941.
10. ↑  (EN) The Times, 22 luglio 1985.
11. ↑  (EN) UCL BLOOMSBURY PROJECT, su ucl.ac.uk. URL consultato il 6 maggio 2019.
12. ↑  Experiment in Autobiography, capitolo 6 - The University Correspondence College (1890-1893) p. 277.
13. ↑  (EN) Ann Mozley, Australian Dictionary of Biography - Thomas Henry Huxley (1825-1895), su adb.anu.edu.au. URL consultato il 14 febbraio 2013.
14. ↑   Manuele Bellini, 14, in L'Orrore nelle arti. Prospettive estetiche sull’immaginazione del limite, ScriptaWeb, ISBN 978-88-89543-66-5. URL consultato il 13 febbraio 2013.
15. ↑   The Online Books Page Text-book of biology. With an introduction by G. B. Howes, su onlinebooks.library.upenn.edu. URL consultato il 6 gennaio 2015.
16. ↑  (EN) Beard, J., Professor George Bond Howes, F.R.S., in J Anat Physiol, 93(Pt 3), aprile 1905,  pp. 364-367, PMID 1287426.
17. ↑  Introduzione Howes in Text-book of biology, p. I.
18. 1 2   Goffrey H. Wells, The Works of H. G. Wells, Londra, Routledge, 1925,  p. XVI, ISBN 0-86012-096-1.
19. ↑  (EN) David C. Smith, H. G. Wells: Desperately mortal. A biography., University Press, New Haven and London, 1986, ISBN 0-300-03672-8.
20. ↑  (EN) John Partington, H. G. Wells’s Eugenic Thinking 1892-1944, su academia.edu. URL consultato il 23 febbraio 2013.
21. ↑  (EN) H.G. Wells, Experiment in Autobiography - Discoveries and Conclusions of a Very Ordinary Brain (Since 1866) (PDF), I°ª ed., Londra, Victor Gollancz Ltd, settembre 1934,  p. 840. URL consultato il 22 febbraio 2013.